# Arquigramateu
Arquigramateu (em grego clássico: ἀρχιγραμματέως; romaniz.: Archigrammatéos; em latim: archigrammateus) ou dibīruft (em persa médio: dpyrwpt; romaniz.: dibīrbed; em parta: dpyrpt ou dpyrpty) foi um título persa utilizado durante o Império Arsácida e Império Sassânida. Seu titular atuava como secretário chefe na corte. Outro título para secretário chefe, também conhecido do período parta, foi o pálavi diribã maiste (dibīrān mahist), traduzido em fontes persas como metar e daribã (mehtar-e dabīran), metar dabir (mehtar dabīr) ou bozorgue dabir (bozorg dabīr).

## História
O arquigramateu é atestado em documentos partas de Nisa na forma dpyrpty. Na inscrição Feitos do Divino Sapor de Sapor I (r. 240–270) é citado entre os dignitários reais; certo Mardes fazia parte da comitiva de Artaxer I (r. 224–242), enquanto Hormisda e seu pai Hormisda faziam parte da comitiva de Sapor. Nas fontes persas, o título era registrado como dabīrbad, dabīrfad/ḏ, ou dbyrfd/ḏ. Nalgumas dessas fontes o título é traduzido como "rais cotabe arrassael" (raʾīs kottāb al-rasāʾel). Como o título de arquigramateu era usado pelo catibe alcaraje (contadores), isso pode indicar que o arquigramateu era secretário chefe pela taxação.
Esse oficial foi a primeira pessoa, após o xá, a discursar na cerimônia Noruz. O sacerdote chefe (mobede), o secretário chefe, e o professor religioso (hirbade) estavam presentes em petições públicas. Também é dito que em ocasiões consideradas delicadas o xá se reunia só com três de seus servos, o mobede chefe, o arquigramateu e o chefe da cavalaria (ras alaçauera). Esperava-se que o arquigramateu fosse o mais sábio, o mais inteligente e o mais vigilante.